# Придворные дамы, играющие в шахматы
Придворные дамы, играющие в шахматы (фр. Dames de cour jouant aux échecs, англ. Noblewomen playing chess) — гуашь, атрибутируется индийскому художнику Неваши Лалу (англ. Nevasi Lal, работал в 1760—1800 годах), придворному живописцу навабов Ауда Шуджи ад-Даулы (даты правления — 1754—1775) и Асафа-ад-Даулы (1775—1797).

## История картины и её судьба
Размер — 47 на 62 сантиметров. Техника — гуашь и золото на бумаге, работа находится в Национальный музей восточных искусств, Париж, Франция (инвентарный № MA 12112), в составе Réunion des Musées Nationaux. Гуашь является одной из тех редких живописных работ, которые пережили осаду Лакхнау 1857—1858 года. Неваши Лал, которому атрибутируется гуашь, был художником, работавшим в городе Лакхнау во II половине XVIII века. Гуашь создана между 1780 и 1800 годами.
Искусствоведы предполагают, что композиция может быть вдохновлена картинами британского художника Тилли Кеттла (1735—1786). Он работал в Индии с 1768 по 1776 год, многие его картины находились в конце века в Лакхнау. Они пребывали там вплоть до Великого народного восстания 1857—1858 годов, поэтому были доступны местным художникам для изучения и копирования.
Генри Томас Колбрук, выдающийся знаток санскрита, который проживал в Индии между 1782 и 1814 годами, как предполагают, привёз эту гуашь в Англию. В 1782 году Генри Колбрук начинал своё пребывание в Индии с должности рядового писца, а закончил его там главой апелляционного суда и членом Верховного совета в Форт-Уильяме. Одновременно с исполнением этих обязанностей он развернул научно-исследовательскую и переводческую деятельность. Продолжил работу над «Собранием индуистских законов», монументальным исследованием индуистского права, которое было оставлено незаконченным Уильямом Джонсом, перевёл два трактата: «Митакшару» и «Даябхагу» Джимутаваханы. В 1805 году был назначен профессором санскрита и индуистского права в колледже Форт-Уильяма. Во время своего пребывания в Калькутте он написал «Санскритскую грамматику» (1805), несколько работ по религиозным церемониям индусов и «Очерк по Ведам» (1805), долгое время считавшийся в Европе стандартом для работ по данной теме.
Гуашь неоднократно экспонировалась на выставках, посвящённых индийскому искусству XVIII века.

## Сюжет и особенности гуаши
Лакхнау был богатым и процветающим городом, центром мусульманской культуры в Индии, с 1775 года столицей династии правителей, известной как Навабы-вазиры княжества Авадха (Ауд), находившейся у власти до 1856 года. В 1773 году наваб был вынужден допустить, чтобы в Лакхнау поселился британский резидент, а Британская Ост-Индская компания стала контролировать всю внешнюю политику княжества. По договору 1801 года навабу пришлось распустить свою армию и платить большую сумму на содержание британского воинского контингента, расквартированного в княжестве.
Индийская аристократия вела роскошный образ жизни в городе. Было заметно растущее влияние европейской культуры, в первую очередь среди аристократии, что было следствием растущей зависимости княжества от Ост-Индской компании. На гуаше с изображением двух индийских аристократок, которые играют в шахматы (на самом деле — шатрандж), члены их семьи и слуги собираются, чтобы посмотреть на их партию и отдохнуть во время дневной жары. Место действия — гарем. Художник подчёркивает непосредственность поведения персонажей: дети играют между собой, служанки шепчутся, не обращая внимания на играющих женщин, на дальнем плане кормящая грудью ребёнка мать, девушка, спрятавшаяся за колонной, исподтишка подглядывает за происходящим в зале, служанка вносит в залу кальян...
Произведение сочетает элементы, пришедшие из европейской живописи (достаточно искусное изображение перспективы, светотень, придающая объём фигурам персонажей) и традиции местной миниатюры.

## Позиция, изображённая на гуаши
Шахматная доска одноцветная (что присутствовало в шатрандже, но не характерно для шахмат), разделена на поля белыми линиями, прочерченными по чёрному фону.
Партия только началась, сделан лишь первый ход. Тем не менее, уже по нему можно предполагать, что партия идёт по правилам индийского шатранджа, так как пешка переместилась на одно поле. Пешка (байдак) по правилам этой игры ходит только вперёд на одно поле (а не на два в начальной позиции, как в европейских шахматах), или бьёт по диагонали на одно поле вперёд. Дебюты в европейских шахматах основаны на продвижении пешки на максимально возможное (а это — два поля) количество клеток. Королей и ферзей в шатрандже можно было поменять местами (но короли обязательно должны были стоять друг напротив друга). На гуаши короли находятся не на е1 и е8, как в классических шахматах, а на непривычном месте ферзей d1 и d8, как это возможно в шатрандже.
Фигуры, изображённые на доске, — стандартного европейского типа, а не те, которые индийцы традиционно использовали в шатрандже.